# Cuartel la Mesa
Cuartel la Mesa är en ort i Mexiko.   Den ligger i kommunen Ocampo och delstaten Michoacán de Ocampo, i den södra delen av landet, 120 km väster om huvudstaden Mexico City. Cuartel la Mesa ligger 2 752 meter över havet och antalet invånare är 1 034.
Terrängen runt Cuartel la Mesa är kuperad åt nordost, men åt sydväst är den bergig. Runt Cuartel la Mesa är det ganska tätbefolkat, med 222 invånare per kvadratkilometer. Närmaste större samhälle är Heróica Zitácuaro, 16,6 km söder om Cuartel la Mesa. I omgivningarna runt Cuartel la Mesa växer i huvudsak blandskog.